# Linea Gunchū
La linea Gunchū (郡中線?, Gunchū-sen) è una linea ferroviaria della compagnia Iyotetsu situata nella prefettura di Ehime in Giappone. Collega la stazione della città di Matsuyama con la stazione del porto di Gunchū a Iyo. Negli ultimi anni il numero dei passeggeri è aumentato in linea con la crescita dell'area lungo la linea.

## Storia
La linea è aperta il 4 luglio 1896 tra l'attuale stazione della città di Matsuyama e Gunchū. Fu esteso al porto di Gunchū nel 1939.

## Caratteristiche
- Lunghezza: 11,3 km
- Scartamento : 1067 mm
- Numero di stazioni: 12 stazioni (comprese le stazioni di inizio e fine)
- Numero binari: tutte le linee a binario singolo
- Alimentazione: 750 V CC tramite catenaria
- Velocità massima: 60 km/h

## Elenco delle stazioni
Tutte le stazioni si trovano nella prefettura di Ehime.
| N°   | Stazione           | Stazione | Distanza (km) | Collegamenti                                                                              | Posizione |
| ---- | ------------------ | -------- | ------------- | ----------------------------------------------------------------------------------------- | --------- |
| IY10 | Città di Matsuyama | 松山市   | 0.0           | Iyotetsu: ■Linea Takahama, ■Linea Yokogawara Tram: ■Linea 1, ■Linea 2, ■Linea 4, ■Linea 6 | Matsuyama |
| IY25 | Dobashi            | 土橋     | 0.7           |                                                                                           | Matsuyama |
| IY26 | Doida              | 土居田   | 2.2           |                                                                                           | Matsuyama |
| IY27 | Yōgo               | 余戸     | 3.5           |                                                                                           | Matsuyama |
| IY28 | Kamata             | 鎌田     | 4.2           |                                                                                           | Matsuyama |
| IY29 | Okada              | 岡田     | 5.6           |                                                                                           | Masaki    |
| IY30 | Koizumi            | 古泉     | 6.6           |                                                                                           | Masaki    |
| IY31 | Masaki             | 松前駅   | 7.9           |                                                                                           | Masaki    |
| IY32 | Jizōmachi          | 地蔵町   | 8.6           |                                                                                           | Masaki    |
| IY33 | Shinkawa           | 新川     | 9.5           |                                                                                           | Iyo       |
| IY34 | Gunchū             | 郡中     | 10.7          |                                                                                           | Iyo       |
| IY35 | Gunchūkō           | 郡中港   | 11.3          | JR Shikoku: Linea Yosan (Stazione di Iyoshi)                                              | Iyo       |